# Tilo Weber (Musiker)

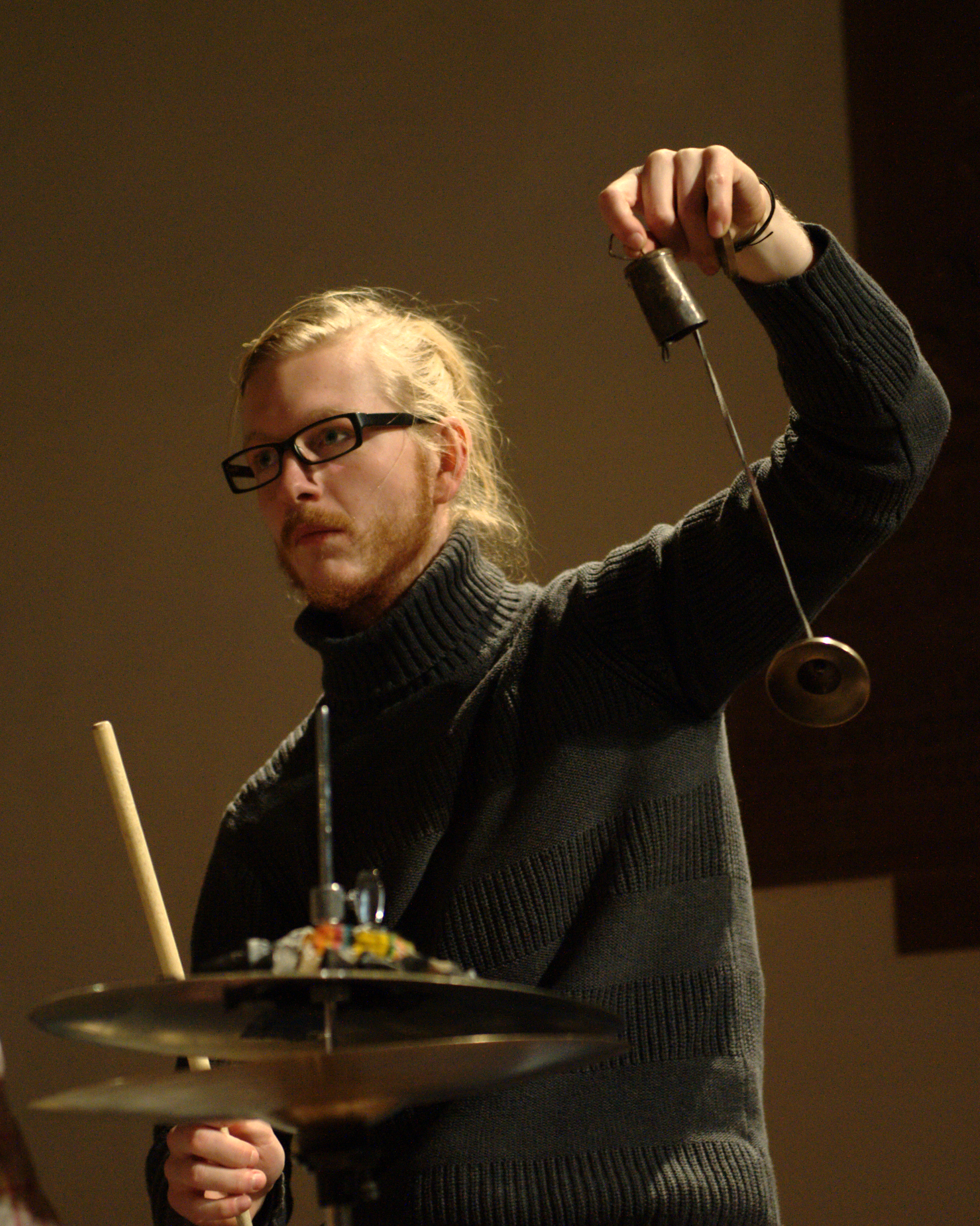
Tilo Weber (Konzert in der Stadtkirche Darmstadt 2014)

Tilo Weber (* 1990 in Aachen) ist ein deutscher Jazz- und Improvisationsmusiker (Schlagzeug, Komposition). Er lebt in Berlin.

## Wirken
Weber studierte von 2009 bis 2014 Schlagzeug am Jazz-Institut Berlin bei John Hollenbeck und von 2015 bis 2017 Komposition bei Ruta Paidere an der Hochschule für Musik und Theater Hamburg. In dieser Zeit war er Stipendiat der Dr. E. A. Langner Stiftung. 2017 nahm er Unterricht in klassischem Schlagwerk bei Bernhard Wulff in Freiburg.
Weber schreibt und trommelt für seine eigenen Bands Animate Repose und Four Fauns. Des Weiteren wirkt er im 2017 formierten David Friedman Generations Trio von David Friedman mit (zusammen mit dem Bassisten Oliver Potratz), sowie im Trio von Clara Haberkamp, in der Livebesetzung der Popband And the Golden Choir und bei Y-Otis. Kollaborationen mit Greg Cohen, Peter Brötzmann, Rudi Mahall, Chris Dahlgren, Tobias Siebert und der NDR Bigband führten zu Auftritten auf zahlreichen Festivals wie JazzBaltica. Seit 2017 ist Weber auch als Theatermusiker tätig und wirkt in den Produktionen „Panikherz“ und „Eine Familie“ von Oliver Reese am Berliner Ensemble. 2022 veröffentlichte er ein Album mit der Fusionband Grand Couloir, zu der noch Christoph Titz, Dirk Steglich, Volker Meitz und Roland Fidezius gehören. Er ist weiterhin auf Alben von Laura Winkler, Simon Kanzler, Dirk Bleese, Jona Bird und mit der Gruppe Nancelot zu hören.
2022 wurde Weber mit dem Deutschen Jazzpreis für sein Arrangement von „Se la mia morte brami“ auf seinem Album Faun Renaissance ausgezeichnet.

## Diskographische Hinweise
- Clara Haberkamp, Andreas Lang, Tilo Weber Nicht rot, nicht weiß, nicht blau (Laika 2013)
- Animate Repose (shoebill music 2016, mit Otis Sandsjö, Beat Keller, Lucas Leidinger, Liz Kosack, Oliver Potratz sowie Clara Haberkamp)
- David Friedman Generations Trio Thursday (Malletmuse 2018, mit Oliver Potratz)
- Tilo Weber Quartet Four Fauns (Malletmuse 2018, mit Richard Koch, Hayden Chisholm, Andreas Lang)
- Tilo Weber Four Fauns Faun Renaissance (Malletmuse 2020, mit Richard Koch, Claudio Puntin, James Banner)
- Rilke Revisited (Malletmuse 2022, solo)[4]